# Chen Ji
En aquest nom xinès, el cognom és Chen.
Chen Ji va ser un oficial militar servint sota el senyor de la guerra Yuan Shu durant el període de la tardana Dinastia Han Oriental de la història xinesa. En la campanya contra Lü Bu, Chen va dirigir el tercer regiment de l'exèrcit, però va acabar trobant un fracàs estrepitós. Chen llavors va seguir oferint resistència contra Cao Cao, però va acabar sent capturat i condemnat a mort. Ell també apareix a la novel·la històrica el Romanç dels Tres Regnes de Luo Guanzhong.